# Euglossa violaceifrons
Euglossa violaceifrons là một loài Hymenoptera trong họ Apidae. Loài này được Rebêlo & Moure mô tả khoa học năm 1995.